# Felix Diefenbach
Felix Diefenbach (29 novembre 1925 – Elz, 25 novembre 2019) è stato un cestista tedesco.

## Carriera
Con la Germania Ovest ha partecipato ai Campionati europei del 1951.